# 7月24日
7月24日是阳历年的第205天（闰年是206天），离一年的结束还有160天。

## 大事记

### 18世纪以前
- 1148年：第二次十字军东征时期，法王路易七世率兵包围大马士革。
- 1304年：英格兰国王爱德华一世用巨型投石机“战狼”攻克斯特灵堡垒。
- 1567年：苏格兰女王玛丽一世被迫让位给詹姆士六世。
- 1644年：张献忠攻克重庆。

### 18世紀
- 1701年：法国探险家建立了底特律。
- 1712年：法国元帅维拉尔公爵在德南战役对欧根亲王与其麾下的联军取得了决定性的胜利。
- 1783年：卡爾特利-卡赫蒂王國与俄罗斯帝国签署乔治亚夫斯克条约，前者成为后者的保护国。
- 1790年：清朝册封孟雲为缅甸国王。

### 19世紀
- 1823年：马拉开波湖战役中，西班牙海军惨败，导致了大哥伦比亚共和国的独立。
- 1847年：耶稣基督后期圣徒教会首领杨百翰带领首批摩尔门先驱者前往犹他州盐湖城拓荒。
- 1866年：田纳西成为第一个内战后被重新接纳进美国的南方州。
- 1875年：在日本的逼迫下，琉球停止向中国朝贡，成为日本的傀儡国。
- 1878年：中國开平矿务局开局。

### 20世紀
- 1907年：第三次日韩协约订立。
- 1911年：美国探险家海勒姆·宾厄姆三世在秘鲁安地斯山脉发现印加帝国遗迹马丘比丘。
- 1913年：袁世凯下令撤销孙中山筹办全国铁路全权。
- 1920年：法敘戰爭：在麥塞隆戰役中，阿拉伯敘利亞王國的軍隊被法國軍隊擊敗，法國軍隊佔領了聖雷莫會議分配給阿拉伯敘利亞王國的領土。
- 1923年：《洛桑条约》签定，确认了土耳其的现代边界。
- 1935年：北美的黑色风暴事件导致美国中部急剧升温。
- 1943年：第二次世界大战：英国皇家空军针对德国汉堡发动大规模轰炸，造成至少5万人死亡、数百万人流离失所。
- 1950年：卡纳维拉尔角空军基地开始研发火箭。
- 1952年：埃及民族主义军人团体“自由军官组织”发动政变，推翻国王法鲁克一世。
- 1956年：因藏匿涉入台大支部案的胞弟施至成，施水環遭到國民黨政府槍決，年僅31歲。
- 1959年：美国副总统理查·尼克森与苏联部长会议主席尼基塔·赫鲁雪夫在莫斯科展开即兴辩论。
- 1967年：法国总统夏尔·戴高乐于蒙特娄发表演说时高喊「自由魁北克万岁！」，导致两国关系紧张。
- 1969年：在完成阿波羅計劃首次登陸月球任務後，阿波羅11號成功濺落太平洋返回地球。
- 1974年：美国诉尼克松案中，美国最高法院一致决定总统理查德·尼克松必须交出法院传票中要求的录音磁带作为证据。
- 1980年：在莫斯科奧運會上，綽號為沉著自信四人組的澳大利亞游泳隊贏得男子4×100公尺混合式接力比賽（英语：Swimming at the 1980 Summer Olympics – Men's 4 × 100 metre medley relay）的冠軍。
- 1983年：斯里兰卡爆发黑色七月（英语：Black July）暴动，直接导致了斯里兰卡内战的开始。
- 1991年：時任印度財政部長曼莫漢·辛格在印度國會發表財政預算案演辭，為印度經濟自由化揭開序幕。
- 1993年：蠟筆小新第一部劇場版在日本上映。
- 1994年：37个加勒比海沿岸国家和地区在哥伦比亚卡塔赫纳签署纪要，宣布加勒比国家联盟成立。
- 1998年：美國国会山爆发枪战。

### 21世紀
- 2001年：保加利亚末代国王西美昂二世在海外流亡50多年后，回国就任保加利亚总理。
- 2001年：意大利埃特納火山再度活躍。
- 2011年：日本除福島縣、宮城縣、岩手縣等3縣的東日本大地震受災戶外，其餘44個都道府縣的類比電視播送結束，電視全面數位化。
- 2012年：颱風韋森特掠過香港附近，並引致香港天文台發出十三年來第1個十號颶風信號。
- 2013年：西班牙拉科魯尼亞省聖地亞哥-德孔波斯特拉發生火車脫軌事故，造成78人死亡，145人受傷。
- 2014年：阿爾及利亞航空5017號班機從布吉納法索瓦加杜古起飛後不久即從雷達上消失；翌日在馬里發現其殘骸，機上116人全數罹難。
- 2020年：香港新增123宗新型冠狀病毒肺炎確診個案，115宗屬本地感染，53宗沒有源頭，連續三日創單日新高[1]。

## 出生
- 1189年：耶律楚材，契丹人，元太宗时期官至中书令（1243年逝世）
- 1667年：近衛家熙，日本江戶時代公卿（1736年逝世）
- 1689年：威廉王子，格洛斯特公爵（1700年逝世）
- 1720年：普魯士的路易絲·烏爾莉卡，瑞典王后（1782年逝世）
- 1725年：約翰·牛顿，英國海員、牧師（1807年逝世）
- 1759年：維托里奧·埃馬努埃萊一世，撒丁尼亞國王（1824年逝世）
- 1782年：約翰·福克斯·伯戈因，英國陸軍軍官（1871年逝世）
- 1783年：西蒙·玻利瓦尔，南美殖民地独立战争领袖（1830年逝世）
- 1802年：大仲馬，法國作家（1870年逝世）
- 1828年：车尔尼雪夫斯基，俄國作家（1889年逝世）
- 1836年：扬·戈特利布·布洛赫，波兰裔铁路金融家，《未来的战争》作者（1902年逝世）
- 1853年：亨利-亞歷山大·德朗達爾，法國天文學家（1948年逝世）
- 1857年：後藤新平，日本醫生、政治人物（1929年逝世）
- 1858年：沃爾夫岡·卡普，德國公務員、記者，卡普政變的首腦（1922年逝世）
- 1860年：阿爾豐斯·慕夏，捷克藝術家（1939年逝世）
- 1886年：谷崎潤一郎，日本小說家（1965年逝世）
- 1888年：鄧納姆·傑克遜，美國數學家（1946年逝世）
- 1895年：罗伯特·格雷夫斯，英國詩人（1985年逝世）
- 1897年：愛蜜莉亞·厄爾哈特，美國女性飛行員、女權運動者，第一位獲得飛行優異十字勳章、第一位獨自飛越大西洋的女飛行員。（1937年逝世）
- 1900年：澤爾達·菲茨傑拉德，美國小說家，詩人和舞蹈家，作家弗朗西斯·斯科特·菲茨傑拉德的妻子。（1948年逝世）
- 1909年：杰尔兹·罗佐基，波兰数学家、密码学家（1942年逝世）
- 1911年：威傑里勳爵，英格蘭、威爾斯首席法官（1981年逝世）
- 1914年：弗朗西斯·奥尔德姆·凯尔西，加拿大裔美國药理学家（2015年逝世）
- 1917年：潘希真（琦君），台灣作家（2006年逝世）
- 1918年：胡美拉·貝甘，阿富汗末代王后（2002年逝世）
- 1921年：朱塞佩·德·史帝法诺，意大利男高音歌唱家、演員（2008年逝世）
- 1930年：哈羅德·H·西華德，美國計算機科學家（2012年逝世）
- 1935年：田長霖，台灣物理學家（2002年逝世）
- 1935年：特里·賴利，美國作曲家
- 1939年：華特·貝拉米，美國籃球運動員（2013年逝世）
- 1940年：庞约翰，英國銀行家
- 1942年：張帝，台灣歌手、主持人
- 1944年：張同祖，香港電影導演、編劇、監製
- 1947年：莎瓦·哈桑，約旦王妃
- 1948年：青池保子，日本漫畫家，24年組之一
- 1949年：理查·特朗卡，美國勞工組織領袖（2021年逝世）
- 1949年：迈克·里察斯，美國喜剧演員
- 1951年：琳達·卡特，美國女演員、歌手、詞曲作家、模特兒
- 1952年：葛斯·范·桑，美國電影導演
- 1954年：何秀蘭，香港政界人物
- 1954年：佐治·谢苏斯，葡萄牙足球教练
- 1957年：肖開提·米爾則亞耶夫，烏茲別克政治人物，現任烏茲別克總統
- 1959年：原惠一，日本動畫監督
- 1961年：今川泰宏，日本動畫監督
- 1961年：北爪宏幸，日本動畫師
- 1963年：商天娥，香港綠葉演員
- 1963年：卡爾·馬龍，美國篮球運動員
- 1964年：安內相，韓國男演員
- 1964年：贝瑞·邦兹，美國棒球旧金山巨人隊球员
- 1966年：李偉菘，新加坡填詞人
- 1966年：李偲菘，新加坡填詞人
- 1966年：阿米娜托·海达尔，西撒哈拉独立领袖
- 1968年：特洛伊·科特蘇爾，美國男演員、導演、製片人
- 1968年：克莉絲汀·錢諾維斯，美國女歌手、演員
- 1969年：不浪·尤幹，台灣男原住民歌手（2006年逝世）
- 1969年：珍妮佛·羅培茲，美國流行歌手
- 1969年：里克·福克斯，加拿大籃球運動員
- 1971年：坂本昌行，日本男歌手
- 1971年：劉小慧，香港女演員
- 1971年：派蒂·珍金斯，美國導演，電影制片人
- 1976年：蔣澎龍，台灣乒乓球運動員
- 1976年：陳龍，中國男演員
- 1976年：拉希達·特萊布，美國政治人物，現任美國眾議院議員
- 1977年：德馨，臺灣女演員
- 1979年：罗丝·伯恩，澳大利亞演員
- 1981年：薩摩·格拉，美國女演員
- 1981年：納伊布·布格磊，薩爾瓦多政治人物、商人，現任薩爾瓦多總統
- 1982年：胡宇威，台灣男演員
- 1982年：徐浩，香港男歌手
- 1982年：趙頌茹，香港女歌手、演員
- 1982年：伊莉絲·克倫貝絲，比利時女性模特兒
- 1982年：安娜·派昆，紐西蘭女演員
- 1982年：伊丽莎白·莫斯，美國演員
- 1983年：巴鈺，台灣女藝人
- 1983年：达尼埃莱·德罗西，意大利足球運動員
- 1983年：陳澤宇，中國男演員、歌手
- 1983年：水川麻美，日本女演員
- 1985年：朴荷娜，韓國女演員
- 1988年：韓昇延，韓國女子偶像團體Kara成員
- 1989年：尾崎裕哉，日本創作歌手
- 1990年：特拉维斯·马霍尼，澳大利亞游泳運動員
- 1991年：曾淑雅，香港女模特兒
- 1991年：鄧崴，台灣電視主持人
- 1991年：林躍，中國男子跳水運動員
- 1992年：伊藤昌弘，日本男性聲優
- 1995年：金泰旼，韓國男演員
- 1995年：达渊，韓國男子偶像團體SF9成員
- 1997年：安利·摩亚，土耳其職業足球運動員
- 1998年：卡莉·史派妮，美國女演員、歌手
- 2000年：高天亮，中國職業電競選手
- 2004年：李珠珢，韓國啦啦隊員
- 生年不詳：稻垣好，日本女性聲優

## 逝世
- 811年：高郢，唐朝官员（740年出生）
- 946年：穆罕默德·本·突格傑·伊赫什德，阿拔斯王朝將領（882年出生）
- 1073年：周敦頤，中國文學家（1017年出生）
- 1129年：白河天皇，日本第72代天皇（1053年出生）
- 1862年：马丁·范布伦，美国政治人物，第8任美国总统（1782年出生）
- 1897年：拉法葉·麥克羅斯，南北戰爭的邦聯將領（1821年出生）
- 1900年：韩默理，比利时圣母圣心会会士，天主教西南蒙古教区主教（1840年出生）
- 1927年：芥川龍之介，日本小說家（1892年出生）
- 1934年：漢斯·哈恩，奧地利數學家（1879年出生）
- 1941年：丘東平，中國作家（1910年出生）
- 1944年：邹韬奋，中國新闻记者，政治家和出版家（1895年出生）
- 1955年：埃馬紐埃爾·德·馬托納，法國地理學家（1873年出生）
- 1956年：施水環，台灣白色恐怖受難者（1926年出生）
- 1956年：丁窈窕，台灣白色恐怖受難者（1927年出生）
- 1974年：詹姆斯·查兌克，英國物理學家，1932年諾貝爾物理學獎得主（1891年出生）
- 1975年：王竹泉，中国地质学家（1891年出生）
- 1977年 :   何其芳，中国文学家(1912年出生)
- 1991年：司徒惠，香港工程師、建築師（1913年出生）
- 1992年：莉蓮·奧本海默，美國摺紙先驅（1898年出生）
- 1992年：張保信，臺灣業餘昆蟲學家（1932年出生）
- 1995年：喬治·羅傑，英國攝影師（1908年出生）
- 1997年：李幫助，台灣基督長老教會牧師，也是全臺第一位女牧師與道生神學院創辦人。（1909年出生）
- 1997年：苏貌，缅甸第7任总统（1928年出生）
- 1998年：王利器，中國文史學家、校勘學家（1912年出生）
- 2008年：诺曼·德洛乔伊奥，美国钢琴家及作曲家（1913年出生）
- 2012年：約翰·阿塔·米爾斯，迦納政治人物，第3任迦納總統（1944年出生）
- 2013年：維吉尼亞·強生，美国心理学家（1925年出生）
- 2013年：派厄斯·蘭加，前南非憲法法院首席法官（1939年出生）
- 2013年：李立崴，台灣補教名師（1974年出生）
- 2017年:  佟志广，中国进出口银行原董事长、党组书记(1933年出生)
- 2020年:  本杰明·姆卡帕，第三任坦桑尼亚总统(1938年出生)
- 2021年  :  朱洪昌，中国石油工作者，大庆石油会战“五面红旗”之一(1932年出生)
- 2022年：大衛·華納，英國男演員（1941年出生）
- 2023年：森村诚一，日本推理小说作家（1933年出生）
- 2024年：夏书章，中国政治学家（1919年出生）
- 2025年：約瑟夫·切爾尼，捷克男子冰球運動員（1939年出生）
- 2025年：霍克·霍肯，美國職業摔角選手（1953年出生）

## 节假日和习俗
- 國際冷笑話日
- 國際得來速日[2]
- 委內瑞拉、 ：西蒙·玻利瓦日
- 委內瑞拉、 哥伦比亚：海军节
- 突尼西亞：阿乌苏狂欢节
- ：儿童节
- 波蘭：警察节
- 美国猶他州：先鋒日